# Kejserbusk
Kejserbusk (Viburnum farreri) er en løvfældende busk med en stift opret, grovgrenet vækst. De rosafarvede blomster ses over hele vinterperioden.

## Beskrivelse
Barken er først glat og brun med prikformede barkporer. Senere bliver den netstribet i brunt/beige. Gamle grene får opsprækkende og gråbeige bark. Knopperne er modsatte, udspærrede, ægformede, glatte og røde med grønne spidser. 
Bladene er kraftige, ovale eller ægformede med skarpt savtakket rand. Oversiden er rynket og mørkegrøn, mens undersiden er lysegrøn. Høstfarven er brunrød. Blomstringen fordeler sig over hele vinterperioden og veksler lidt med vejret. Allerede i november dukker de første blomster op, men i perioder med hård frost går blomstringen i stå, for blot at begynde på ny, så snart temperaturen stiger lidt igen. Den blomstrer indtil marts måned. Blomsterne er samlet i små halvskærme ved skudspidserne. De er rosafarvede og meget vellugtende. Frugterne er bær, der først er røde, men som senere bliver sorte. De ses næsten aldrig i Danmark, og spiredygtige frø udvikles i hvert fald ikke.
Rodnettet består af kraftige og velforgrenede hoved- og siderødder, der når vidt omkring og langt ned.
Højde x bredde og årlig tilvækst: 3 x 1,5 m (15 x 10 cm/år).

## Hjemsted
Kejserbusken gror i den nordvest-kinesiske provins Gansu og på den tibetanske højslette, hvor den danner krat på tørre bjergskråninger med næringsrig bund.
På den tibetanske højslette findes der skove i højder mellem 1.600 og 2.800 m.o.h. Her vokser arten sammen med bl.a.: Abies squamata (en art af ædelgran), afghansk snabelkalla, aksnøkketunge, almindelig buskpotentil, Anemone rivularis (en art af anemone), Arenaria bryophylla (en art af markarve), Calamagrostis pseudophragmites (en art af rørhvene), dragegran, dværgelm, esdragon, fjeldrapgræs, guldskovranke, havtorn, himalayafodblad, himalayaindigo, kinesisk hundetunge, kugleprimula, leopardblomst, mankeærtetræ, Meconopsis aculeata (en art af valmuesøster), omeirose, orientalsk sarsaparil, Paeonia ludlowii (en art af pæon), Pedicularis dolichorrhiza, Pedicularis elwesii, Pedicularis integrifolia, Pedicularis lachnoglossa, Pedicularis longiflora, Pedicularis przewalskii og Pedicularis rhinanthoides (arter af troldurt), Rheum nobile og Rheum spiciforme (arter af rabarber), Rubus niveus (en art af brombær), russisk bukketorn, sommerfuglebusk, Spiraea alpina og Spiraea lasiocarpa (arter af spiræa), storblomstret kæmpelilje, sølvperovskia, Tamarix elongata og Tamarix laxa (arter af tamarisk) og vinterjasmin.

## Galleri
- Blade
- Bladknop
- Vækstform
- Frugter
- Blomsterstand

## Note
1. ↑  Vít Grulich: Holarctis – Íránsko-turanská oblast – Tibetská provincie hos Botany.cz (tjekkisk)

| Portal | Portal:Botanik |